# Cade Davis
Cade Davis (Amarillo, 28 giugno 1988) è un ex cestista statunitense, professionista in Europa.

## Palmarès
- Campionato macedone: 3

MZT Skopje: 2011-12, 2012-13, 2013-14
- Coppa di Macedonia: 3

MZT Skopje: 2012, 2013, 2014